# Cosmiojoppa albidiops
Cosmiojoppa albidiops là một loài tò vò trong họ Ichneumonidae.